# Finimeter
Als Finimeter (lat. finis Ende) wird ein Manometer (Druckmessgerät) bezeichnet, welches z. B. Gerätetauchern oder Atemschutzgeräteträgern den noch verbleibenden Druck in ihrer Druckluftflasche anzeigt. Finimeter war ursprünglich ein Markenname des  Drägerwerks. Im Gerätetauchen ersetzte das  Finimeter die früher gängige Reserverschaltung, ein zusätzliches Ventil, welches sich beim Erreichen von etwa 50 bar schloss und zusehends den Atemwiderstand erhöhte. Der Taucher konnte dann mittels Zugstange die Reserveschaltung öffnen und sollte dann im besten Falle noch genügend Luft für den Aufstieg haben.
Es wird am Hochdruckausgang der ersten Stufe des Atemreglers angeschlossen.
Der Druck wird in eine spiralförmig nach innen aufgewickelte Bourdonröhre geleitet, die sich dadurch ausdehnt. Am Ende befindet sich an einer Achse ein Zeiger. An der Spitze des Zeigers kann der Druck auf einer Skala abgelesen werden.
Bei einigen Finimetern setzt man zur Verstärkung/Übersetzung zwei Zahnräder ein.
Das Funktionsprinzip kann man sich an einem Gartenschlauch verdeutlichen: Der Schlauch liegt aufgerollt im Gras und das Ende ist verschlossen. Wenn man den Hahn aufdreht, streckt sich der Schlauch durch den Druck.
Finimeter gibt es als Soloinstrumente, werden aber auch in Konsolen verbaut: In 2er- oder 3er-Konsolen gemeinsam mit Tiefenmesser (meist mit Schleppzeiger zur Anzeige der größten Tiefe) und einem Tauchcomputer oder Kompass. Mittlerweile verwenden manche Hersteller keine Bourdon-Röhre, sondern Kupfer-Beryllium-Spiralen. Die Druckanzeiger sind heute überwiegend zur Darstellung von Werten bis 300 bar Fülldruck geeignet.

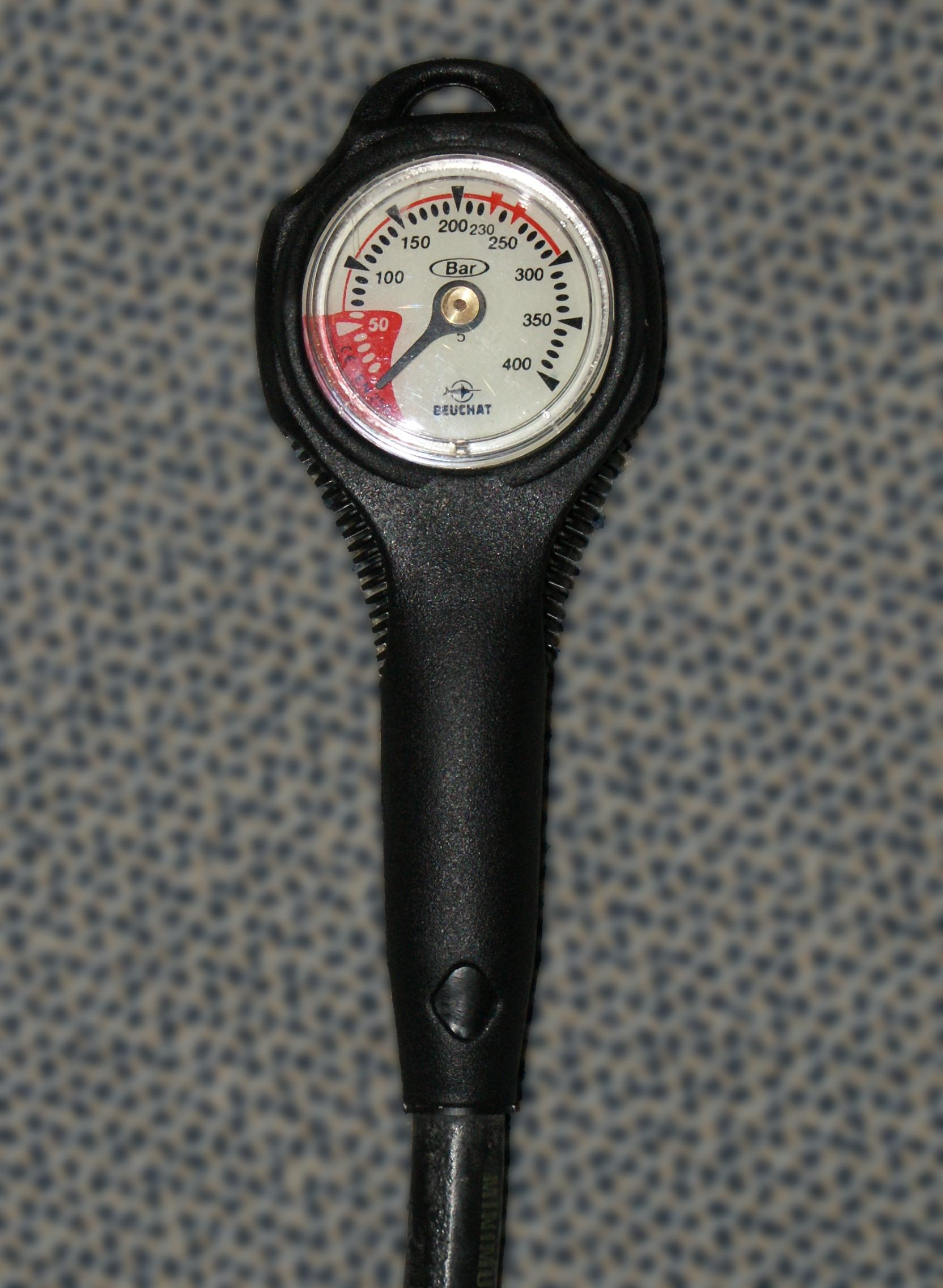
Finimeter, wie es zum Tauchen gebraucht wird.
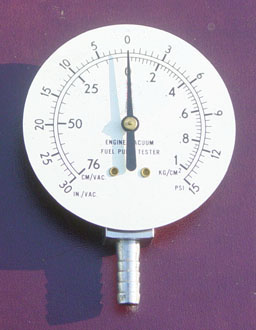
Anzeige
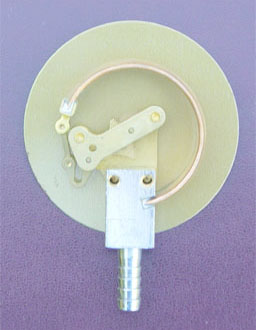
Rückseite mit Mechanik

## Mechanismus

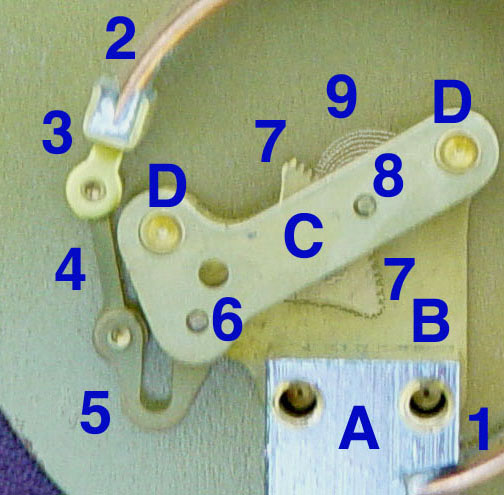
Kommentierte Mechanik

Stationäre Teile:
A) Befestigung der Rohrfeder (festes Ende)
B) Trägerplatte
C) Lagerplatte (positioniert die Achsen der beweglichen Teile)
D) Nieten (verbinden die Lagerplatte und die Trägerplatte)
Bewegliche Teile:
1. Festes Ende der Rohrfeder
2. Bewegliches Ende der Rohrfeder (Bourdonrohr)
3. Gelenk
4. Zügel
5. Hebel (verbunden mit dem Zahnrad)
6. Achse des Hebels und Zahnrads
7. Zahnrad
8. Zeigerachse (mit kleinem Zahnrad)
9. Rückstellfeder